# リバティー・スクエア
リバティ・スクエア（Liberty Square、略称：L/S）とは、アメリカ合衆国フロリダ州のディズニーパーク「マジック・キングダム」にあるテーマランドの一つである。

## 概要
アメリカ殖民時代をテーマとしたテーマランドで、当時のボストンやフィラデルフィアなどの街並が再現されている。「リバティー・ベル」（フィラデルフィアにあるアメリカ独立の象徴である巨大な鐘）や「リバティー・ツリー」（ボストンで発祥し、これを模して当時東海岸の各殖民都市で独立のシンボルとして植えられていたエルムの樹）のレプリカなども見ることができる。
マジック・キングダムのみに存在するテーマランドで、他のディズニーパークには見られない。ただし、他のパークでは当テーマランドにある施設の一部が別のテーマランドに取り込まれている場合がある。例えば、東京ディズニーランドではホーンテッドマンションが「ファンタジーランド」に取り込まれているほか、街並みの一部が「ウエスタンランド」に取り込まれている。
また、カリフォルニア州のディズニーランドではこれに相当するエリアは「ニューオーリンズ・スクエア」であるが、こちらはモチーフとしている町がニューオーリンズなので、「ホーンテッドマンション」がある以外は当テーマランドとのデザイン的な共通点はない。

## 各施設の紹介

### マジック・キングダム
「ホーンテッドマンション」などのアトラクションがある。本来はディズニーランドの「メインストリートUSA」の裏手に造る予定だった「リバティーストリート」として発案されたものであるが、発展して一つのテーマランドとなった。便宜的に独立したテーマランドだが、隣接する「フロンティアランド」と景観的にはほぼ一体化した構成になっている。

#### アトラクション
- ホール・オブ・プレジデント
- ホーンテッドマンション
- リバティー・スクエア蒸気船乗り場

#### ショップ
- ヘリテージ・ハウス
- イ・オールドクリスマスショップ
- ヤンキートレーダー・グルメショップ
- メメント・モリ（Memento Mori） - ホーンテッドマンションのグッズを販売している。

#### レストラン
- リバティーツリー・タバーン - エプロン姿のキャラクターたちとグリーティングができるレストラン。昼はアラカルト、夜はコース料理が楽しめる。
- コロンビアハーバーハウス - 「ホーンテッドマンション」エントランスの延長線上にあるレストラン。2階の席からはホーンテッドマンションを眺めながら食事ができる。
- スリーピーホロー